# Sveti Martin pod Okićem
Sveti Martin pod Okićem – wieś w Chorwacji, w żupanii zagrzebskiej, w mieście Samobor. W 2011 roku liczyła 258 mieszkańców.